# 김한결
김한결(1985년~)은 대한민국의 영화 감독이다.

## 약력
김한결 감독은 어릴 적부터 소설과 만화를 좋아했는데, 특히 펄 벅의 소설 《대지》를 좋아해 100번 이상 읽었다고 한다. 이 밖에 〈어셔가의 몰락〉을 비롯한 에드거 앨런 포의 작품도 즐겼다. 성인이 되었지만 진로를 정하지는 못하다가, 아버지의 권유로 23세의 나이에 건국대학교 영화과에 입학하였다.
2009년 봄학기에 찍은 단편영화 〈구경〉이 청룡영화제 단편 부문 대상을 수상하였다. 해당 영화로 데뷔한 안재홍과 동문이다. 졸업 작품으로 찍은 〈술술〉은 미쟝센 단편 영화제에서 희극지왕 최우수 작품상을 수상하였다.

## 연출 작품 목록

### 영화
- 2009년 영화 《구경》 ... 감독
- 2010년 영화 《술술》 ... 감독
- 2015년 영화 《화해》 ... 감독
- 2019년 영화 《가장 보통의 연애》 ... 각본 & 감독
- 2024년 영화 《파일럿》 ... 감독
- 2025년 영화 《인턴》 ... 감독